# Bùi Danh Lưu
Giáo sư, Tiến sĩ Bùi Danh Lưu (1935–2010) là một chính khách Việt Nam, nguyên Ủy viên Ban Chấp hành Trung ương Đảng Cộng sản Việt Nam, nguyên Bộ trưởng Bộ Giao thông Vận tải (1986 - 1996); Phó trưởng Ban Kinh tế Trung ương Đảng Cộng sản Việt Nam (1996 - 2001).

## Tiểu sử
Ông còn có tên gọi khác là Quốc Linh, sinh ngày 28 tháng 8 năm 1935, quê ở xã Đào Xá, huyện Thanh Thủy, tỉnh Phú Thọ, xuất thân trong một gia đình nho học.
Năm 1953, đang là học sinh phổ thông, ông tình nguyện tham gia vào Ban vận tải tiền phương phục vụ cho chiến dịch Điện Biên Phủ.

## Hoạt động trong ngành Giao thông vận tải
Chiến dịch kết thúc, ông về trường học tiếp rồi được điều về Tổng cục Đường sắt làm liên lạc viên, đảm bảo giao thông trong kháng chiến chống Mỹ ở khu IV.
Năm 1970, ông cử sang Tiệp Khắc du học và về nước năm 1976 với tấm bằng Phó tiến sĩ. Ông được nhiều đơn vị thuộc Bộ Giao thông Vận tải như Ban xây dựng 67, Công trình cầu Thăng Long, Cục Công trình 1... mời ông về với đề nghị đề bạt Phó Cục trưởng. Tuy nhiên, ông đã quyết định nhận đảm nhiệm chức vụ Phó Viện trưởng Viện Kỹ thuật giao thông vận tải (tương đương Vụ phó).
Tháng 10 năm 1982, ông được thăng lên làm Vụ trưởng Vụ Khoa học kỹ thuật, Trưởng phòng kỹ thuật thuộc Bộ Giao thông Vận tải. Sau đó, ông được bổ nhiệm Thứ trưởng Bộ Giao thông Vận tải.
Tháng 6 năm 1986, ông được bổ nhiệm làm Bộ trưởng Bộ Giao thông Vận tải Việt Nam.
Tháng 12 năm 1986, trong Đại hội Đảng lần thứ VI, ông được bầu làm Ủy viên Ban Chấp hành Trung ương Đảng Cộng sản Việt Nam và tái đắc cử trong các khóa VII, VIII sau đó.
Ông là Đại biểu Quốc hội khóa VIII 1987 – 1992.
Tháng 12 năm 1987, ông được bầu làm Chủ tịch Hội Khoa học kỹ thuật cầu đường Việt Nam và giữ chức vụ này đến khi qua đời vào năm 2010.
Sau đó, ông được phân công làm Phó trưởng Ban Kinh tế Trung ương Đảng Cộng sản Việt Nam (12/1996 - 2001).

## Nhiệm kỳ Bộ trưởng
Trong nhiệm kỳ Bộ trưởng của mình (1986 - 1996), ông đã áp dụng nhiều chính sách trong thời kỳ Đổi mới:
- Phong trào làm đường giao thông nông thôn. Sau 10 năm, từ khi nhận chức đến khi ông rời khỏi vai trò Bộ trưởng, đã có thêm gần 1.000 xã được xóa khỏi danh sách chưa có đường ô tô tới trung tâm.
- Cơ chế "lấy đường nuôi đường" bằng chủ trương thu phí giao thông, bán đất để nuôi đường.
- Dự án cầu Mỹ Thuận, dự án đầu tiên sử dụng vốn vay ODA không hoàn lại của nước ngoài sau khi Mỹ bỏ cấm vận Việt Nam.
- Khi đất nước bước vào thời kỳ đổi mới, theo chỉ đạo của Chính phủ, Ngành Giao thông vận tải đã tiến hành Thay đổi mô hình tổ chức theo hướng: khôi phục lại các Cục, tách chức năng quản lý nhà nước và sản xuất kinh doanh đồi với các Tổng công ty nhà nước tổ chức trong thời kỳ chiến tranh (Tổng công ty nhà nước thực hiện đồng thời cả hai chức năng ở từng khu vực).

## Qua đời
Giáo sư, Tiến sĩ Bùi Danh Lưu qua đời ngày 30 tháng 12 năm 2010 tại Bệnh viện Hữu Nghị Hà Nội, hưởng thọ 76 tuổi. Phần mộ của ông hiện đặt tại nghĩa trang Mai Dịch, Hà Nội.

## Tặng thưởng
- Huân chương Độc lập hạng nhất
- Huân chương Lao động hạng nhất, hạng ba
- Huân chương Kháng chiến chống Mỹ cứu nước hạng nhì
- Huy hiệu 50 năm tuổi Đảng.